# Тын (Прага)
Тын, Тынский двор или Унгельт (чеш. Týn, нем. Ungelt) — внутренний двор, расположенный сразу за Староместской площадью в историческом центре Старе-Место Праги. В раннем средневековье был купеческим центром, укрепленым стенами и рвом. Охрана требовала расходов, поэтому за вход взималась таможенная пошлина (нем. ungelt). С XI века все приехавшие в Прагу купцы были обязаны собраться в Тыне.
С XIV века вокруг Тына строились жилые дома. В 1774 году здесь открылась таможня, кроме того в Тыне находилась больница и костел. В современной Праге исторический объект составляют 18 домов, находящиеся между Тынским храмом и базиликой Святого Иакова Большего, среди которых можно выделить ренессансный дворец Грановских с аркадами на уровне первого и второго этажей.